# Воскресенка (Бурынский район)
Воскресенка (укр. Воскресенка) — село, Воскресенский сельский совет, Бурынский район, Сумская область, Украина.
Код КОАТУУ — 5920982001. Население по переписи 2001 года составляло 950 человек.
Является административным центром Воскресенского сельского совета, в который, кроме того, входит село Викториновка.

## Географическое положение
Село Воскресенка находится на берегу реки Курица, выше по течению примыкает село Успенка, ниже по течению на расстоянии в 2,5 км расположено село Николаевка. На реке большая запруда.

## История
Село известно с первой половины XVIII века и носило название Гамалеевка. В 1941 году именовалось Сталино.

## Экономика
- Свинотоварная ферма.
- «Воскресенка», ООО.

## Объекты социальной сферы
- Детский сад.
- Школа.

## Известные люди
В Воскресенке родились:
- Алексей Антонович Осадчий (1914—1944) — Герой Советского Союза.
- Яков Терентьевич Резниченко (1915—1969) — контр-адмирал.